# Nicolas Besnier de Chambray
 (mars 2016).
Si vous disposez d'ouvrages ou d'articles de référence ou si vous connaissez des sites web de qualité traitant du thème abordé ici, merci de compléter l'article en donnant les références utiles à sa vérifiabilité et en les liant à la section « Notes et références ».
Nicolas Besnier de Chambray est un officier de la Chouannerie. 

## Biographie
Commandant de la garde nationale de Laval, il était beau-frère de Joseph François Dupont-Grandjardin. Il adhère au mouvement fédéraliste du mois de juin 1793. Menacé d'arrestation, il prend la fuite, et se cache jusqu'au passage des Vendéens à Laval lors de la Virée de Galerne. Il se joint à eux avec près de 3 000 chouans dont il conserve le commandement, sous le nom de Petite-Vendée. Un des chefs d'accusation porté contre Joseph-François Dupont-Grandjardin dans le procès du 6 pluviôse an II, est sa parenté et ses intelligences avec le nommé Chambray, son beau-frère, chef d'un parti considérable dans l'armée vendéenne.
| Jugement de la commission militaire révolutionnaire du 6 pluviôse an II « Au nom de la république française, la commission révolutionnaire , établie dans le département de la Mayenne , a rendu le jugement suivant : - Vu l'interrogatoire de Joseph-François Dupont-Grandjardin, né à Alençon, département de l'Orne, demeurant ordinairement dans la commune de Mayenne, et dernièrement dans celle de Nuillé-sur-Ouette, ex-député à l'assemblée législative; .... - Entendu le républicain Volcler, accusateur public, en ses conclusions, la commission militaire révolutionnaire condamne à la peine de mort le nommé Joseph-François Dupont-Grandjardin, comme ayant conspiré contre la souveraineté du peuple français ; comme complice et adhérent des ennemis de la patrie, complicité que démontre évidemment le vote qu'il a émis pour l'infâme Lafayette, et les soupçons fondés d'intelligence avec un des chefs de la horde de la Vendée; enfin comme surpris dans un territoire voisin de celui qu'occupaient les ennemis de la république. Et sera le présent jugement exécuté sur le champ ». |